# Breznë-tó
A Breznë-tó egy természetes kis tó Koszovóban a Šar-hegységben, a Koritnik hegy közelében, a hegytől délkeleti irányban található. A tó mintegy 940 méteres tengerszint feletti magasságban fekszik. A tavat a közeli Breznë településről nevezték el. A tó felülete közel 2 hektárt tesz ki, hossza mintegy 200 méter, míg szélessége csupán 100 méter. 

## Fordítás
Ez a szócikk részben vagy egészben  a   Breznë Lake című angol Wikipédia-szócikk ezen változatának fordításán alapul.  Az eredeti cikk szerkesztőit annak laptörténete sorolja fel. Ez a jelzés csupán a megfogalmazás eredetét és a szerzői jogokat jelzi, nem szolgál a cikkben szereplő információk forrásmegjelöléseként.